# Mladen Issajew
Mladen Mladenow Issajew (bulgarisch Младен Младенов Исаев; * 20. Juni 1907 in Baljuwiza; † 14. Mai 1991 in Sofia) war ein bulgarischer Lyriker.
Er wurde als Sohn eines Bauern geboren. Einen ersten Gedichtband veröffentlichte er 1932. Es folgten mehrere weitere Bände, wobei seine Werke häufig politisch durch seine sozialistischen Ansichten geprägt sind. Er wirkte am Text der von 1950 bis 1964 geltenden Nationalhymne Bulgariens mit.
Issajew wurde als Held der Sozialistischen Arbeit und mit dem Dimitroffpreis ausgezeichnet.

## Werke (Auswahl)
- Пожари, 1932
- Жертва, 1934
- Ведрина, 1936
- Тревожна планета, 1938
- Човешка песен, 1941
- Война, 1945
- Огъня, 1946
- Младост, 1949
- Звезда на мира, 1950
- Обич, 1954
- Ясни далечини, 1959
- Зеленото дърво, 1963
- Високи сини планини, 1969